# 節孝祠 (彰化縣)
節孝祠，是位在臺灣彰化縣彰化市的縣定古蹟，於光緒十三年（1887年）准允立祠，隔年完工，是臺灣現存唯一單座獨立的崇祀節女孝婦的祠堂（臺南孔廟有附設的節孝祠），於春秋兩季例祭。該建築原在彰化縣城內，彰邑城隍廟東側，日大正十二年（1923年）時因市街改正而有被拆除之虞，後來吳德功等仕紳爭取下，得以將在彰化公園內重建。該建築在民國七十四年（1985年）11月27日公告為古蹟。

## 沿革

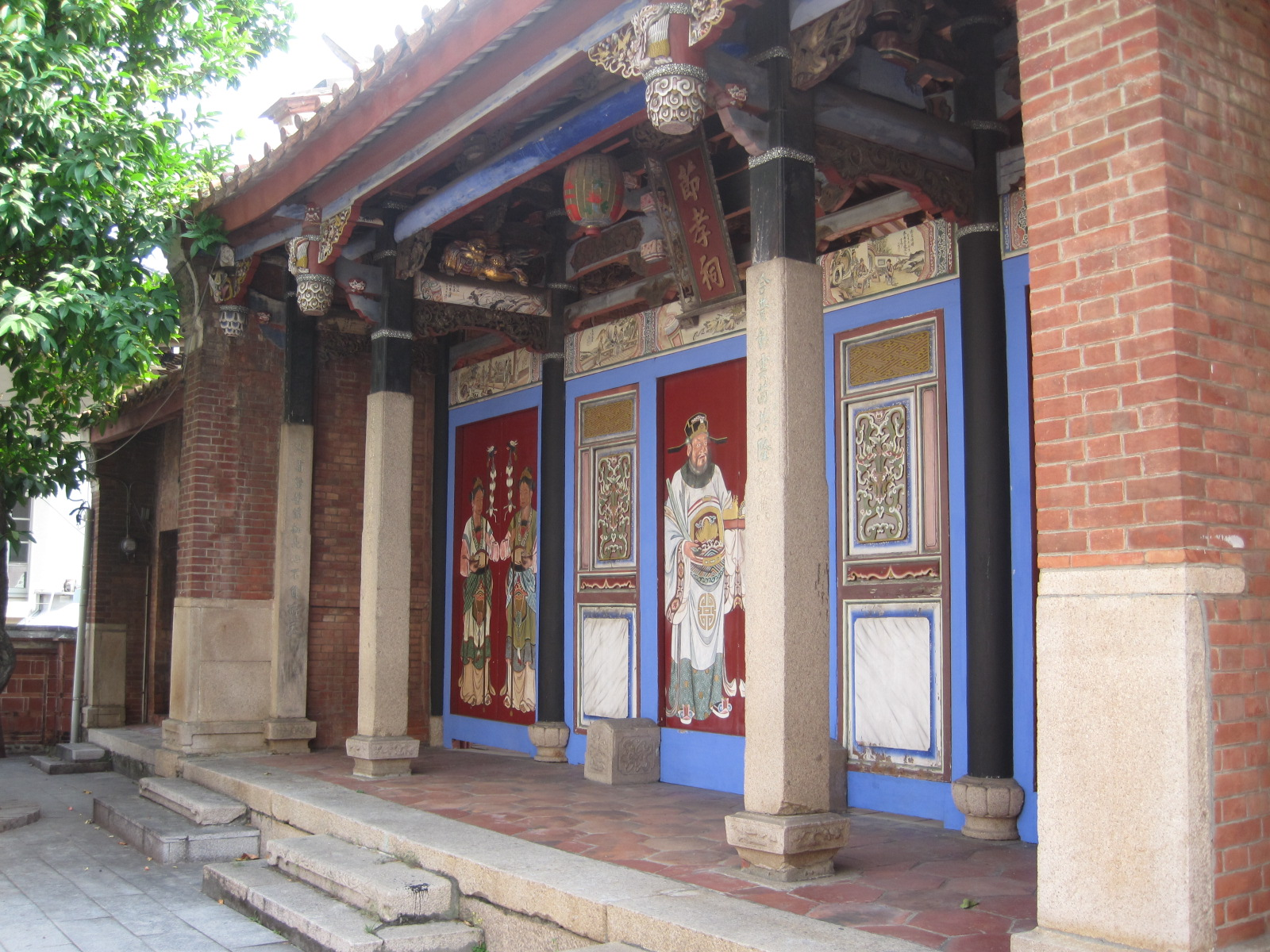
節孝祠三川殿

早在清同治十二年（1873年）彰化白沙書院院長蔡德芳與拔貢生林清源便探訪臺灣中部節婦事蹟，共得120人，皆由彰化縣儒學教諭報准旌表。後來光緒十二年（1886年）白沙書院院長丁壽泉與訓導劉鳳翔、廩生吳德功、主事吳鴻藻等人等人再探得160位節婦事蹟，之後在隔年經臺灣府知府程起鶚、彰化知縣李嘉棠奏請禮部後准允立祠，編入官方祀典，而在蔡德芳、吳德功等人倡建下，民間負擔經費而興建的節孝祠於光緒十四年（1888年）完工。
1895年八卦山之役期間，彰化縣城的建築受到戰火波及，據吳德功《彰化節孝冊》序所載，節孝祠建築大致還好，但內部的牌位已散失。後來明治三十三年（1900年）吳德功等人向彰化廳長須田綱鑑提請重修，重修之後彰化廳長與法院長曾參與祭典。而在大正十二年（1923年）時，節孝祠因為市街改正而有被拆除之虞，後來在吳德功、楊吉臣、吳鸞旂等仕紳向臺灣總督府爭取下，得以將在彰化公園內重建，吳德功之弟吳汝俊與姪子吳上花與鹿港士紳陳懷澄等人亦參與此工程，並募款8000圓的資金。而在日治時期前期，彰化節孝祠仍有官方增祀，最後一次是在大正十三年（1924年），共增祀112人，這也是日治時期入祀人數最多的一次。
二次大戰後，曾於民國八十三年（1994年）進行修復。

## 建築
節孝祠為二進二護龍的建築，三川殿裡有蔡德芳三子所寫的〈重建中部節孝祠碑記〉、〈節孝祠捐題牌記〉，石柱上則刻有蔡德芳所敬獻的對聯。節孝祠正殿採用「移柱法」，即將大通樑置於神龕上面的橫楣，減去後點金柱而增加了室內空間的手法，為其特色之一。

## 天朝旌表石碑

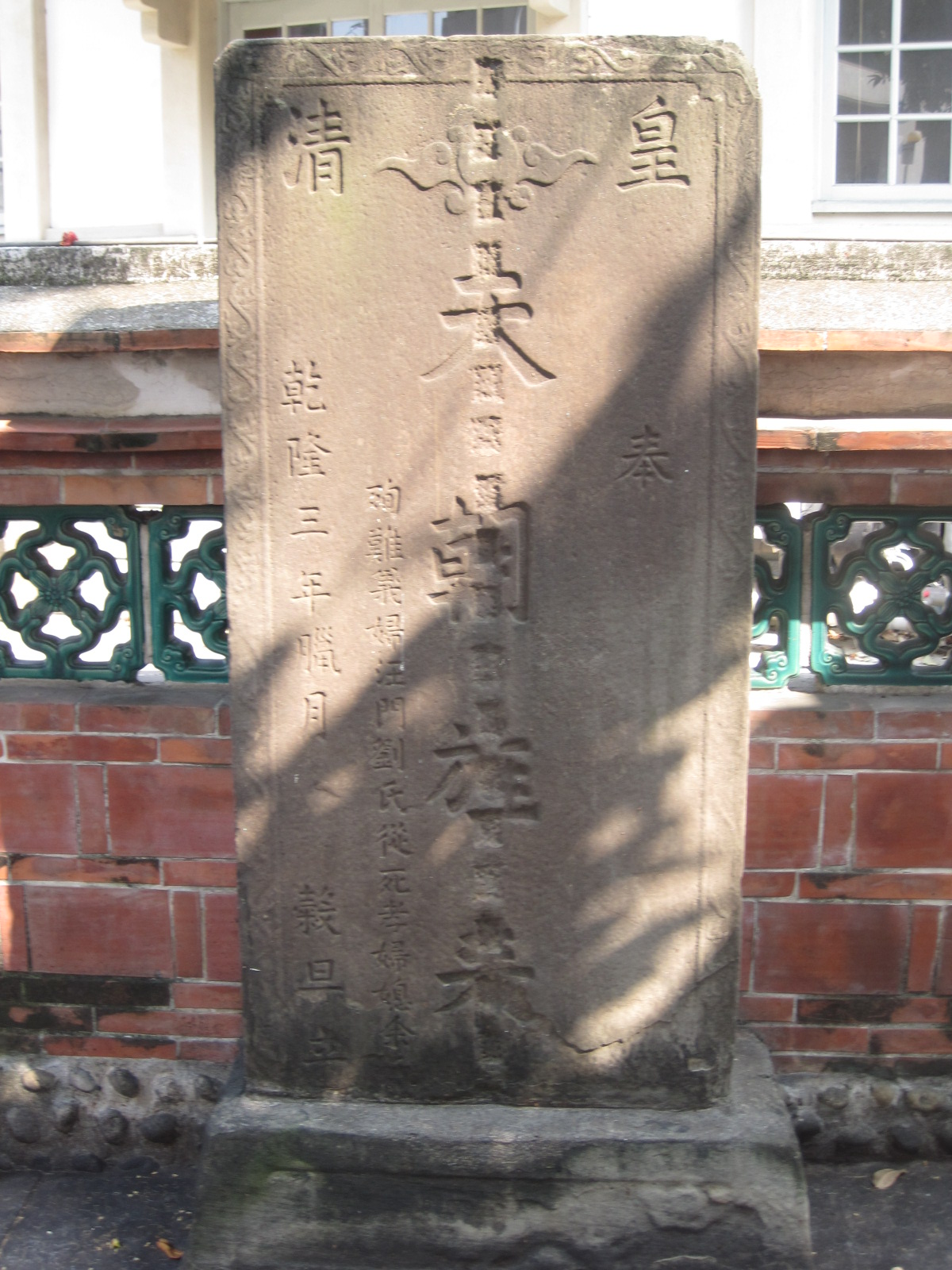
天朝旌表石碑

原位於彰化縣城東門，是紀念雍正年間「汪門雙節」之事而在乾隆三年（1738年）臘月所立的石碑，在節孝祠遷至現址時一同搬到祠前保存。而汪門雙節是指雍正九年（1731年）大甲西社起兵抗清時，汪家姑婦劉氏與余氏為免於受辱而自殺之事，之後二人於乾隆三年（1738年）受到旌表並立碑。